# 潘存
潘存（?—?），字仲模，别字存之，号孺初，海南文昌人。
世代耕读。潘存自小一目十行，塾师甚异之，人稱神童。咸丰元年中举人，官至户部主事。与李慈铭，陈乔森齐名。日人中林梧竹向他學漢魏六朝筆法。光緒十九年（1893年）創建溪北书院。晚年遷居白沙園村。